# Bojana Milošević
Bojana Milošević (Servisch: Бојана Милошевић) (Kraljevo, 29 november 1965 - Belgrado, 16 april 2020) was een basketbalspeelster uit Joegoslavië.
Tussen 1982 en 1985 speelde Milošević met het nationale jeugdbasketbalteam, en van 1987 tot 1991 met het nationale basketbalteam van Joegoslavië.
Milošević speelde met het Joegoslavische team op de Olympische Zomerspelen van Seoul in 1988, waar ze de zilveren medaille pakten, toen ze in de finale met 77-70 van team USA verloren.
In 1989 won Milošević met Crvena zvezda de nationale titel van Joegoslavië.
In april 2020 maakte de Servische basketbalbond bekend dat Milošević op 55-jarige leeftijd is overleden.